# Илиана Раева
Илиана Райчева Сиракова, известна като Илиана Раева, е българска художествена гимнастичка.
Тя е председателка на Българската федерация по художествена гимнастика, бивша състезателка и треньорка – на клуб „Левски“ и националния отбор, едно от „златните момичета“ на Нешка Робева. В последните години влиза в политиката. 

## Биографични данни

### Семейство
Омъжена е за известния футболист Наско Сираков, имат 2 дъщери – Славея, родена през 1984 г. и Виолета, родена през 1988 г.

### Спортна кариера
- Европейска шампионка, носителка на 5 златни медала.
- 1978 г. – европейско първенство в Мадрид, Испания – 6-о място в многобоя.
- 1979 г. – световно първенство в Лондон, Великобритания – 4-то място в многобоя, златен медал на бухалки и сребърен медал на топка.
- 1980 г. – европейско първенство в Амстердам, Нидерландия – златен медал в многобоя и златни медали на въже, обръч и бухалки и сребърен медал с лента.
- 1981 г. – световно първенство в Мюнхен, Западна Германия – сребърен медал в многобоя, сребърни медали на обръч и лента и бронзов медал на въже.
- 1982 г. – европейско първенство в Ставангер, Норвегия – бронзов медал в многобоя, сребърен медал на въже и бронзови медали на обръч, бухалки и лента.

Собственичка е на клуба по художествена гимнастика „Илиана“.
През 2017 година Академията за мода я отличава с приза за най-стилни и успешни българи „БГ модна икона“. През 2023 г. е наградена с орден „Стара планина“ – I ст. за „изключително големите ѝ заслуги в областта на спорта“.
Почетен гражданин на София (2021)

### Политическа кариера
На 22 юни 2013 г. основава партията „Обединена България“ и я оглавява като нейна председателка.